# Fannia ardua
Fannia ardua är en tvåvingeart som beskrevs av Nishida 1976. Fannia ardua ingår i släktet Fannia och familjen takdansflugor. Inga underarter finns listade i Catalogue of Life.